# Нуоро (провинция)
Нуоро (на италиански: Provincia di Nuoro) е провинция на остров Сардиния
Има площ 5638 km² и население 208 550 души (2018). Административен център е град Нуоро.

## Административно деление
Провинцията се състои от 74 общини (comuni):
- Нуоро
- Арицо
- Арцана
- Аустис
- Ацара
- Бари Сардо
- Баунеи
- Белви
- Бирори
- Бити
- Болотана
- Бороре
- Бортигали
- Вилагранде Стризайли
- Гавои
- Гадони
- Гайро
- Галтели
- Дезуло
- Джирасоле
- Доргали
- Дуалки
- Елини
- Илбоно
- Ирголи
- Йерцу
- Кардеду
- Ланузеи
- Лей
- Лоде
- Лодине
- Локули
- Лоцорай
- Лочери
- Лула
- Макомер
- Мамояда
- Меана Сардо
- Норагугуме
- Овода
- Озида
- Озини
- Олиена
- Ололай
- Олцай
- Онани
- Онифай
- Онифери
- Орани
- Оргозоло
- Орозеи
- Оротели
- Ортуери
- Оруне
- Отана
- Пердаздефогу
- Позада
- Саруле
- Силанус
- Синдия
- Синискола
- Соргоно
- Талана
- Тертения
- Тети
- Тиана
- Тонара
- Торпе
- Тортоли
- Трией
- Уласай
- Урцулей
- Усасай
- Фони